# Dominic Dale
Dominic Dale, rojen Christopher Dale, valižanski igralec snookerja, * 29. december 1971, Dunaj, Avstrija.
Dale je v karieri osvojil dva jakostna turnirja: Grand Prix 1997 in Shanghai Masters 2007. Občasno sodeluje z britansko televizijsko hišo BBC kot komentator prenosov turnirjev v snookerju.

## Kariera
Dale je svoj prvi jakostni turnir osvojil leta 1997, to je bil Grand Prix, v katerega je vstopil kot 54. igralec sveta po jakostni lestvici. V finalu je z izidom 9-6 porazil tedaj drugega igralca sveta, Johna Higginsa. Da bi dosežek ponovil in osvojil še svoj drugi jakostni turnir v karieri, je Dale potreboval celo desetletje, saj mu je to uspelo šele na turnirju Shanghai Masters 2007, na katerem se je v finalu pomeril z rojakom Ryanom Dayem. Day je že vodil s 6-2, a je Dale uprizoril veličasten povratek, osvojil naslednjih 8 framov in slavil z izidom 10-6. Na poti do finala v Šanghaju je sicer izločil še Roryja McLeoda, Kena Dohertyja, Adriana Gunnella, Dava Harolda in Marka Selbyja.
Zanimivo je, da je Dale slavil na dveh jakostnih turnirjih, ki sta bila obenem uvodna turnirja sezone. Da se na uvodnih turnirjih sezone najbolje znajde, je dokazal tudi na turnirju Northern Ireland Trophy 2006, saj si je priboril mesto v polfinalu, kjer ga je nato izločil Ronnie O'Sullivan s 6-0. V polfinale se je uvrstil še na enem jakostnem turnirju, turnirju Thailand Masters 2000. Tam je v polfinalu naletel na boljšega tekmeca, kasnejši zmagovalec Mark Williams ga je odpravil s 5-1.
Dale je edini igralec, ki je slavil na več kot enem jakostnem turnirju in ni nikoli zasedal mesta med najboljšimi 16 igralci sveta po svetovni jakostni lestvici. Resda je držal mesto v najboljši šestnajsterici po točkovnem seštevku za sezoni 1997/98 in 1999/00, vendar mu preboj ni uspel zaradi neuspešne sezone 1998/99 (mesto na svetovni jakostni lestvici določa seštevek točk prejšnjih dveh sezon).
Na Svetovnem prvenstvu se je doslej najbolje odrezal leta 2000, ko si je z zmago proti Petru Ebdonu z 10-6 (in veličastno zmago nad Davidom Grayem s 13-1 krog poprej) zagotovil mesto v četrtfinalu, v katerem ga je pričakal Joe Swail, ki je bil boljši s 13-9.

## Osebno življenje
Dale velja za enega najbolj ekscentričnih igralcev v karavani, saj je poznan po vpadljivih oblekah in pričeskah.
Po zmagi na turnirju Shanghai Masters je občinstvu zapel pesem My Way. Na turnirju Grand Prix 2007 je ravno tako zapel obiskovalcem, tedaj je izvedel pesem Vse najboljše za te, ki jo je posvetil rojaku in bivšemu svetovnemu prvaku Terryju Griffithsu, ki je tedaj proslavljal 60. rojstni dan.
Decembra 2007 se je s partnerko Katharino preselil na Dunaj, vendar ta poteza ni bila najbolj posrečena, saj je njegova forma, kot tudi rezultati, naglo padla, kar je Dale sam pripisal dejstvu, da na Dunaju nima poklicnega trening partnerja.

## Osvojeni turnirji

### Jakostni turnirji
- Grand Prix - 1997
- Shanghai Masters - 2007

### Moštveni turnirji
- Pokal narodov (z valižansko reprezentanco) - 1999